# Pseudocyttus maculatus
Genre
Espèce
Statut de conservation UICN

 DD  : Données insuffisantes
Le saint-pierre de Nouvelle-Zélande (Pseudocyttus maculatus) est une espèce de poissons zéiformes, la seule du genre Pseudocyttus. Elle appartient à la famille des Oreosomatidae.